# هان الود
أغنية هان الود هي أغنية ألفها أحمد رامي، ولحنها محمد عبد الوهاب وغناها عام 1960، ثم غنتها من بعده فايزة أحمد.

## الأغنية
- يعتقد الكثيرون أن شعر أحمد رامي يكاد يكون مقتصراً على صوت أم كلثوم، لكن رامي كتب في العشرينيات والثلاثينيات وبداية الأربعينيات من القرن العشرين لأكثر من مطرب عداها، وأشهر هؤلاء هو محمد عبد الوهاب، حيث بدا هذا التعاون حسب بعض المصادر في أغنية «ما نيش بحبك» في عام 1923، واستمر هذا التعاون حتى بعد دخول عبد الوهاب عالم السينما، حيث كان لرامي نصيب الأسد من أغاني أفلام عبد الوهاب الأربعة الأولى: الوردة البيضاء 1933، ودموع الحب 1935، ويحيا الحب 1937، ويوم سعيد 1939. ثم انقطع هذا التعاون حتى عام 1944 عندما ألف رامي لعبد الوهاب ثلاث أغانٍ في فيلم رصاصة في القلب أشهرها «المية تروي العطشان». ثم انقطع هذا التعاون بينهما لفترة طويلة من الزمن.
- كان سبب انقطاع هذا التعاون هو انشغال رامي بالتأليف لأم كلثوم، وليس وجود عداوة بينهما حيث كان رامي وعبد الوهاب صديقين.
- لسبب غير معروف ألف رامي لعبد الوهاب أغنية «هان الود» قدمها عبد الوهاب عام 1960، وهناك روايات تقول أن محمد عبد الوهاب غنى الأغنية بعد هجران زوجته نهلة المقدسي له لسبب لا يعرفه سواهما، وسفرها إلى الأردن، لكن عند سماعها للأغنية عادت إلى محمد عبد الوهاب وعاشت معه حتى وفاته،[1][2] وهي أغنية جميلة على مقام البياتي، حاز بها عبد الوهاب على إعجاب النقاد بعد أن انتقده كثير منهم على أغنية «لأ مش أنا اللي ابكي» التي كانت تحوي قدراًُ كبيراً من التغريب في موسيقاها،
- كانت هذه الأغنية في الأصل من إنتاج شركة كايروفون، لكن عبد الحليم حافظ اقترح على عبد الوهاب أن تقوم شركتهما الوليدة صوت الفن بإنتاج هذه الأغنية (كما قال مجدي العمروسي في برنامج «أعز الناس») وهذا ما حدث.
- اتفق عبد الوهاب مع المخرج محمد سالم على تصوير هذه الأغنية للتليفزيون المصري، لكن المخرج بدل أن يذيعها عبر التليفزيون، أذاعها في نهاية فيلم من إخراجه عام 1963 اسمه «منتهى الفرح» الذي جمع فيه عدداً كبيراً من النجوم.
- بعد عبد الوهاب قامت فايزة أحمد بغناء الأغنية، وحازت على إعجاب عبد الوهاب بدرجة كبيرة لدرجة أنه قال أنه لن يعيد غناء أغنية إذا سجلتها فايزة بصوتها أولاً.